# Cem Bender
Cem Bender (Trebisonda, 19 settembre 1965) è un attore turco.

## Biografia
Nato nel 1965 a Trebisonda (Marruecos), Cem Bender dopo aver completato l'istruzione primaria e secondaria, ha deciso di iscriversi presso la facoltà di architettura dell'Università tecnica di Karadeniz, dove al termine degli studi ha conseguito la laurea. Successivamente si è formato in recitazione presso lo studio Players e ha completato il suo master presso la facoltà di architettura del dipartimento di pianificazione urbana e regionale dell'Università di Belle Arti Mimar Sinan.
Nel 1990 ha fatto il suo esordio al cinema con il ruolo di Mahmut nel film Berdel. Nel 2004 ha avuto un ruolo nella serie televisiva Arapsaçi. Nel 2006 ha recitato nelle serie Esir Kalpler (nel ruolo di Nihat Akerman) e Rüya Gibi (nel ruolo di Safak Kara), seguite nel 2007 dal film Saklı Yüzler. Nel 2007 e nel 2008 ha vestito i panni di Osman nella serie Karayılan. Nel 2009 ha avuto un ruolo nel film Güz Sancısı e nella serie Güldünya. Nel 2011 è apparso nel film Labirent, mentre nel 2012 ha preso parte al cast delle serie Ağır Roman Yeni Dünya e Çıplak Gerçek e del film Evdeki Yabancılar.
Nel 2013 ha recitato nel film Senin Hikayen, mentre nel 2014 ha ottenuto il ruolo del tenente Billy nella serie La ragazza e l'ufficiale (Kurt Seyit ve Şura). Nel 2018 ha preso parte alla serie The Protector (Hakan: Muhafiz), nel ruolo di Timur. Nel 2018 e nel 2019 è stato scritturato per interpretare il ruolo di Seyit nella serie Gülperi, seguita nel 2019 dal ruolo di Ismet nel film Omar and Us. Nel 2020 e nel 2021 ha dato vita al personaggio di Çelebi Kayabeyli nella serie Alev Alev. Nel 2023 ha ricoperto il ruolo di Fethi nella serie Magarsus. Dal 2022 al 2024 è stato scelto per interpretare il ruolo di Oltan Kaşifoğlu nella serie Tradimento (Aldatmak), seguita nel 2024 dal ruolo di Adnan nella serie Zamanın Kapıları.

## Filmografia

### Cinema
- Berdel, regia di Atıf Yılmaz (1990)
- Saklı Yüzler, regia di Handan İpekçi (2007)
- Güz Sancısı, regia di Tomris Giritlioğlu (2009)
- Labirent, regia di Tolga Örnek (2011)
- Evdeki Yabancılar, regia di Ulaş Güneş Kacargil e Dilek Keser (2012)
- Senin Hikayen, regia di Tolga Örnek (2013)
- Omar and Us, regia di Mehmet Bahadir Er e Maryna Er Gorbach (2019)

### Televisione
- Arapsaçi – serie TV, 4 episodi (2004)
- Esir Kalpler – serie TV, 4 episodi (2006)
- Rüya Gibi – serie TV, 3 episodi (2006)
- Karayılan – serie TV (2007-2008)
- Güldünya – serie TV (2009)
- Ağır Roman Yeni Dünya – serie TV, 1 episodio (2012)
- Çıplak Gerçek – serie TV, 9 episodi (2012)
- La ragazza e l'ufficiale (Kurt Seyit ve Şura) – serie TV, 13 episodi (2014)
- The Protector (Hakan: Muhafiz) – serie TV, 2 episodi (2018)
- Gülperi – serie TV, 16 episodi (2018-2019)
- Alev Alev – serie TV, 28 episodi (2020-2021)
- Magarsus – serie TV, 5 episodi (2023)
- Tradimento (Aldatmak) – serie TV, 71 episodi (2022-2024)
- Zamanın Kapıları – serie TV, 10 episodi (2024)

### Cortometraggi
- Sessiz-Be Deng, regia di L. Rezan Yesilbas (2012)
- Intermezzo, regia di Aylin Ünsal Yılmaz (2014)

## Teatro
- Sevdalı Bulut (1991)
- Mutlu Günler (1993)
- Beş Kısa Oyun (1994)
- Gergedanlaşma (1996)
- (OYUN)CU (2000)
- Oidipus Nerede (2002)
- Oidipus Sürgünde (2004)
- Evridike'nin Çığlığı (2006)
- Karanlık Korkusu (2008)
- 10 Adımda Unutmak - Anti Prome (2010)
- Godot'yu Beklerken (2016)
- On Adımda Unutmak (2024)

## Doppiatori italiani
Nelle versioni in italiano dei suoi film e delle sue serie TV, Cem Bender è stato doppiato da:
- Michele D'Anca[19] ne La ragazza e l'ufficiale,[20] in Tradimento[21]

## Riconoscimenti
- Antakya Film Festival
  - 2019: Vincitore come Miglior attore per il film Omar and Us
- South East European Film Festival Paris
  - 2020: Vincitore come Miglior attore per il film Omar and Us